# Giovanni Antonio Antolini
Giovanni Antonio Antolini (Castel Bolognese, 11 settembre 1753 – Bologna, 11 marzo 1841) è stato un architetto, ingegnere, urbanista, saggista, insegnante all'Accademia di Brera e membro dell'Académie des beaux-arts di Parigi italiano.

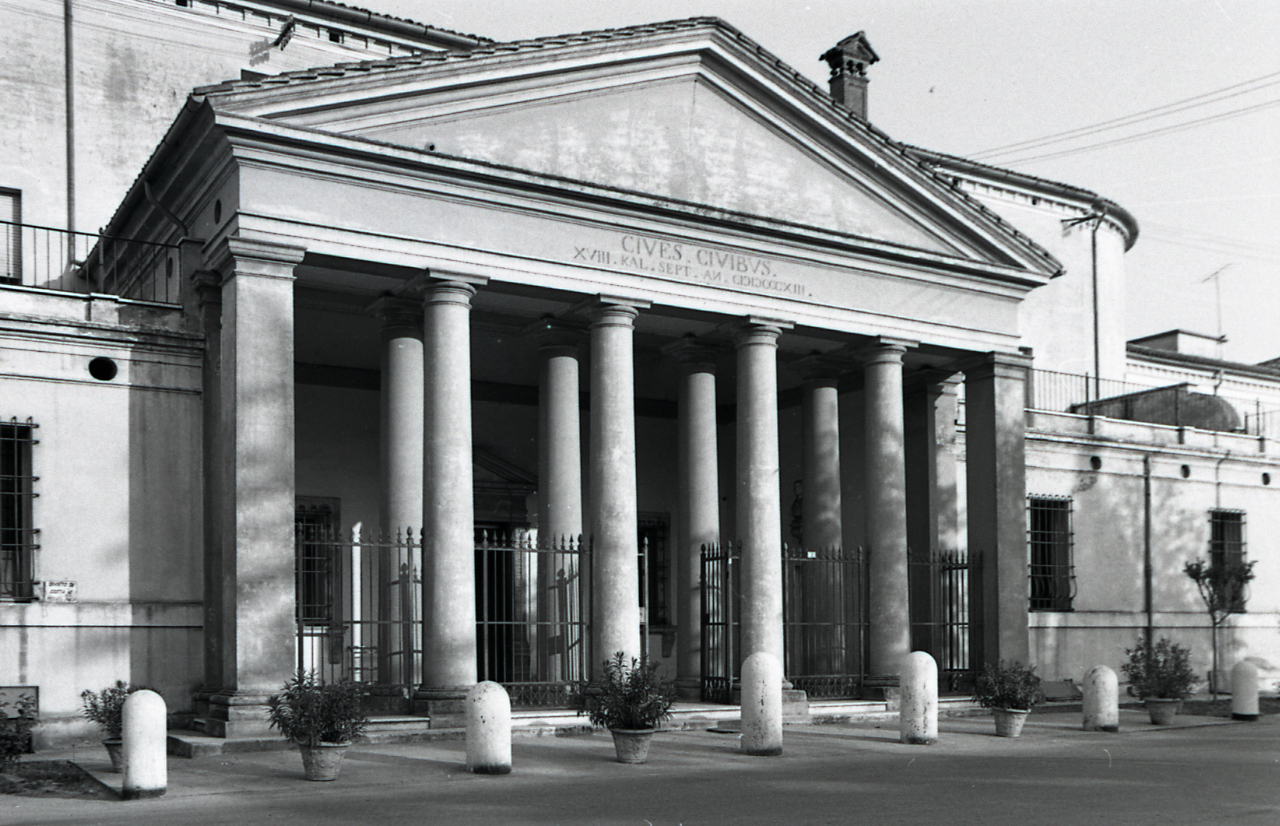
Ospedale degli Infermi, Castel Bolognese (iniziato nel 1813). Foto Paolo Monti, 1968

Tra i più noti esponenti italiani dell'architettura neoclassica, Antolini occupa un posto di primaria importanza, per la Storia dell'architettura che, nel passaggio tra Illuminismo e Risorgimento, ebbe come fulcro nodale l'età napoleonica.
Aperto alle idee libertarie dapprima, poi alla complessa avventura repubblicana ed imperiale, fu uno dei più avvertiti interpreti delle trasformazioni culturali che le nuove idee d'Oltralpe richiesero, anche all'arte edificatoria e all'urbanistica italiane.

## Biografia

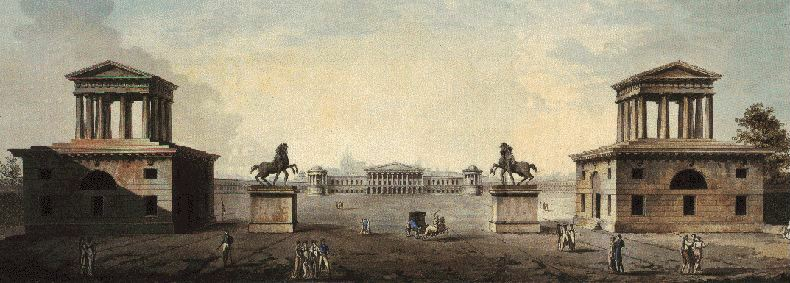
Il progetto dell'Antolini per il Foro Bonaparte, a Milano (lato città)

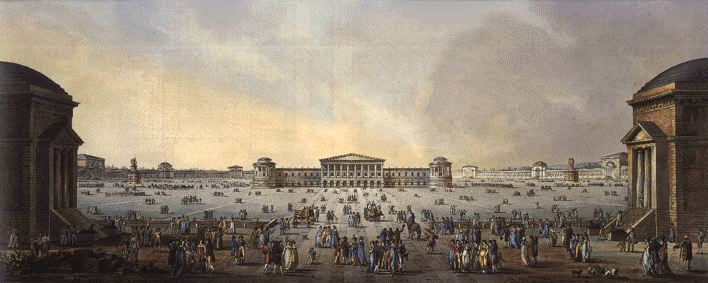
Il progetto dell'Antolini per il Foro Bonaparte, a Milano (lato Porta Sempione)

Giovanni Antonio Antolini, figlio del notaio Gioacchino Antolini e di Francesca Tagliferri, rimase orfano in giovane età. Si laureò in architettura all'Università di Bologna e cominciò la sua attività nell'area di Roma, dove fu impegnato prima nella bonifica delle Paludi Pontine (1776) e poi con un progetto per la Sacrestia della basilica di San Pietro in Vaticano, che gli permise di ottenere una borsa di studio e delle committenze dal cardinale Jorck.
Da Roma Antolini si spostò in Umbria e nelle Marche, realizzando a Fabriano l'ospedale e l'orfanotrofio e a Perugia e Todi opere analoghe. In Umbria si dedicò anche ad opere di idraulica e alla realizzazione di alcuni ponti a Città di Castello.
Nel 1797, grazie all'amicizia con la potente famiglia faentina dei conti Laderchi, ebbe l'occasione di sottoporre a Napoleone I il suo progetto per l'arco di trionfo, da realizzarsi a Faenza. L'opera, di carattere neoclassico, prevedeva, oltre alla realizzazione dell'arco, il riassetto dell'area urbana adiacente, con l'edificazione di palazzi, per ospitare negozi ed abitazioni, e di giardini pubblici. Nel 1798 vinse un concorso per la costruzione di un monumento ai caduti di guerra, costituito da otto piramidi, da erigersi a Milano. Questo progetto gli consentì di farsi conoscere nel capoluogo lombardo, dove venne chiamato nel 1801, in qualità di architetto e direttore dei lavori per realizzare il Foro Bonaparte. L'impianto architettonico prevedeva la realizzazione di una grande piazza circolare di 520 metri di diametro, con al centro il Castello Sforzesco e ai bordi edifici di pubblica utilità, quali il Municipio, le Terme, il Museo, la Dogana, la Borsa, il Pantheon e anche una sala per le assemblee del popolo. A causa degli ingenti costi e del carattere rivoluzionario della proposta per il Foro, il progetto non fu mai realizzato.
L'Università di Bologna nel 1804 gli propose la cattedra della Facoltà di Architettura. nel 1805 Antolini fu occupato dal restauro di Palazzo Te a Mantova. Fra il 1806 e il 1807 realizzò nell'area del veneziano il restauro di Villa Pisani a Stra e il collegamento fra le Procuratie Nuove e le Procuratie Vecchie di Piazza San Marco, chiamato Procuratie Novissime.
L'ultima opera che progetta è l'ospedale di Castel Bolognese, iniziato nel 1813, che è costituito da un edificio di forma rettangolare al quale si accede attraverso un timpano a doppio colonnato, in stile neoclassico.
Si dedicò anche alla progettazione all'estero, dove lasciò sua traccia in Egitto, Belgio e Danimarca, tuttavia con la caduta di Napoleone la fama di Antolini subì un duro colpo e gli venne revocata anche la cattedra a Bologna.
La data della sua morte è incerta: potrebbe risalire all'11 marzo 1841, a Bologna o al 1842, a Milano.

## Opere
Nonostante la statura di uomo di scienza e di cultura, Giovanni Antonio Antolini fu singolarmente relegato dalla critica posteriore ad un oblio storiografico dal quale, in sostanza, sarebbe emerso quasi solo per il suo celebrato progetto del Foro Bonaparte (Milano 1801), nonché per gli importanti scritti teorici di letteratura architettonica, di seguito elencata:
- L'Ordine dorico, ossia il Tempio d'Ercole nella città di Cori, Stamp. Pagliarini, Roma, 1785
- Piano economico-politico del Foro Bonaparte, Agnelli, Milano, 9 Brumale-Anno X Rep.
- Il progetto del Nuovo Borgo fuori porta Imolese, Faenza, 1797
- Il progetto della villa Il Prato del Palazzo Laderchi, Faenza, 1797-1799
- Due archi fuori porta Imolese, Faenza, 1797 e 1800
- La sistemazione nella quattrocentesca chiesa di S. Stefano del Circolo Costituzionale, Faenza, 1798[1]
- La costruzione della villa La Rotonda dei Palazzo Laderchi, Faenza, 1798-1805
- Il Tempio di Minerva in Assisi, Destefanis, Milano, 1803
- Descrizione del Foro Bonaparte, co' Tipi Bodoniani, Parma, 1806
- Idee Elementari di Architettura civile, Marsigli, Bologna, 1813
- Osservazioni ed aggiunte ai Principi di Architettura civile di F. Milizia, Stella, Milano, 1817
- Le rovine di Veleia misurate e disegnate, Soc. Tip. de' Classici Italiani, Milano, 1819 (parte prima); Milano, 1822 (parte seconda)
- Il Tempio di Ercole in Cori, 2. ed. accresciuta, Soc. Tip. de' Classici Italiani, Milano, 1828
- Il Tempio di Minerva in Assisi, 2. ed. accresciuta, Soc. Tip. de' Classici Italiani, Milano, 1828
- Idee Elementari di Architettura civile, 2. ed. accresciuta, Soc. Tip. de' Classici Italiani, Milano, 1829
- Le rovine di Veleia, 2. ed., Soc. Tip. de' Classici Italiani, Milano, 1831
- Principj di Architettura civile di F. Milizia, Ferrario, Milano, 1832
- Biografia dell'architetto G. A. A., scritta da sé medesimo, postuma in: Giornale Arcadico di Scienze, Lettere ed Arti, XCI, Roma, 11 agosto 1843